# 이론적재성
이론적재성 또는 이론의존성(영어: theory-ladenness)은 과학철학에서 관찰을 둘러싸고 거론되는 속성이다. 관찰은 그저 외부 정보를 수동적으로 받아들이기만 하는 과정이 아니며, 관찰자는 이론을 전제하는 시각을 가지고 있기 때문에 관찰하는 순간 관찰되는 정보에 대한 판단을 먼저 하게 된다. 이것을 관찰은 "이론에 적재되어 있다(theory-laden)"고 한다. 이론적재성 명제는 1950년대 말에서 1960년대 초에 널리 회자되었으며, 노우드 러셀 핸슨, 토머스 쿤, 파울 파이어아벤트 등이 거론했다. 적어도 이론적재성 개념을 최초로 들고나온 것은 이들보다 50여년 전 인물인 피에르 뒤엠이 암묵적으로 처음 제시했을 가능성이 높다.
의미론적 이론적재성(semantic theory-ladenness)은 이론적 가정이 관찰 용어의 의미에 미치는 영향을 가리키고, 지각적 이론적재성(perceptual theory-ladenness)은 그것이 지각 경험 자체에 미치는 영향을 가리킨다. 이론적재성은 측정 결과에도 적용된다. 측정을 통해 얻어진 데이터는 관련된 측정 과정의 산물로 해석되지 않으면 그 자체로는 의미가 없으므로, 데이터 역시 이론적재적이라고 할 수 있다.
이론적재성은 과학 이론의 확증(confirmation) 과정에 문제를 제기한다. 관찰 증거가 이미 그 증거가 정당화하려는 논제(이론)를 암묵적으로 전제하고 있을 수 있기 때문이다. 이러한 효과는 서로 다른 이론적 배경 때문에 의견이 다른 당사자들이 서로 다른 관찰을 하게 될 경우, 과학적 합의에 도달하는 데 어려움을 초래할 수 있다.

## 같이 보기
- 뒤앙-콰인 논제
- 관측
- 패러다임

1. 1 2  Bogen, Jim (2014): "Theory and Observation in Science", In: Edward N. Zalta (ed.), The Stanford Encyclopedia of Philosophy (Summer 2014 Edition).
2. ↑  Kindi, Vasso (2021년 6월 25일). 〈Kuhn, the Duck, and the Rabbit: Perception, Theory-Ladenness, and Creativity in Science〉.   Wray, K. Brad. 《Interpreting Kuhn: Critical Essays》. Cambridge, UK; New York: Cambridge University Press. 169–184쪽. doi:10.1017/9781108653206.010. ISBN 9781108498296. OCLC 1223066673. S2CID 237739793.